# Дышково
Дышково, Дишкова (рум. Dişcova) — село в Оргеевском районе Молдавии. Наряду с сёлами Пуцинтей и Выпрово входит в состав коммуны Пуцинтей.

## География
Село расположено на высоте 63 метра над уровнем моря.

## Население
По данным переписи населения 2004 года, в селе Дишкова проживает 1002 человека (507 мужчин, 495 женщин).
Этнический состав села:
| Национальность | Число жителей | Процентный состав |
| -------------- | ------------- | ----------------- |
| молдаване      | 987           | 98,5              |
| румыны         | 7             | 0,7               |
| русские        | 6             | 0,6               |
| украинцы       | 2             | 0,2               |
| Всего          | 1002          | 100 %             |